# Малярійні комарі
Комплекс видів Anopheles gambiae або малярійні комарі (Anopheles gambiae complex) — прихований комплекс видів комарів роду Anopheles, що містить найефективніші вектори (переносники) малярії, поширений переважно в Африці на південь від Сахари.

## Класифікація
Комплекс містить такі види:
- Anopheles arabiensis
- Anopheles bwambae
- Anopheles gambiae
- Anopheles melas
- Anopheles merus
- Anopheles quadriannulatus

## Захворювання комарів
На личинках комарів паразитують гриби Coelomomyces, що епізоотично поширюються в деяких районах в Африці, вбиваючи понад 95%  популяції комарів. Таким чином їх можна використовувати як біологічні засоби контролю.